# Ombrelloni (serie televisiva)
Ombrelloni è una serie televisiva italiana del 2013, trasmessa in prima visione da Rai Due.

## Produzione
La sitcom nasce da un'idea di Luca Manzi e Pierluigi Colantoni, per la regia è di Riccardo Grandi. Tra gli sceneggiatori della serie ci sono: Michele Alberico, Valeria Anci, Massimo Bacchini, Gianluca Bernardini, Achille Corea, Fulvio Di Meo, Fabio Morici. Nel cast, tra gli altri, Michela Andreozzi, Karin Proia, Roberta Fiorentini.
È prodotta dalla struttura Rai Fiction, ed è composta da un'unica stagione.

## Trama
La sitcom è interamente ambientata su una tipica spiaggia italiana: sotto gli ombrelloni, appunto. L'attenzione si concentra in particolare su tre ombrelloni, sotto i quali "risiedono" i personaggi principali della serie.
Sotto l'ombrellone più giovane, troviamo Sandro e Luca, venticinquenni, che lottano disperatamente per conquistare la terza inquilina, Flavia, loro coetanea. Ma lei è in isterica attesa dell'arrivo del suo fidanzato, che ha quasi vent'anni più di lei, e non se la fila mai.
L'altro ombrellone è di Franco e Laura, sopra i quarant'anni, coppia di parvenu con scarsa istruzione. Lui ha avuto successo nel settore edilizio, lei gestisce un centro estetico, regalo del marito. Sono sposati e hanno una figlia di dieci anni, Giada, che è molto più intelligente e acculturata di loro.
Nell'ultimo ombrellone ci sono Giacomo e Mara, coppia convivente sui trentacinque anni. Lui zerbino, debole, col sogno di diventare scrittore. Lei donna in carriera, determinata, consulente d'immagine di uomini d'affari e politici. Tra i due si frappone Renata, madre di Mara, che vuole a tutti i costi far crollare quel rapporto, convinta che Giacomo sia troppo al di sotto di sua figlia.